# Lock Up (Band)
Lock Up ist eine Deathgrind-Supergroup, die im Jahr 1998 in Birmingham, Großbritannien, gegründet wurde. Die Mitglieder waren oder sind Mitglieder von verschiedenen Bands wie Cradle of Filth, Dimmu Borgir, Napalm Death, Hypocrisy oder At the Gates.

## Geschichte
Die Band wurde im Jahr 1998 von Schlagzeuger Nicholas Howard Barker und Bassist Shane Embury gegründet. Kurze Zeit später trat auch Gitarrist Jesse Pintado der Band bei.
Zusammen spielten sie einige Lieder ein und nahmen diese in den Backstage Recording Studio unter der Leitung von Andy Sneap noch ohne Sänger auf. Mit Peter Tägtgren fand die Band einen geeigneten Sänger und sie nahmen die Tonspur für den Gesang im Abyss Studio auf. Das Debütalbum Pleasure Pave Sewers wurde im Dezember 1999 veröffentlicht.
Für das Wacken Open Air im Jahr 2000 übernahm Tomas Lindberg den Posten des Sängers. Auf dem Festival war Tägtgren auch bei einem Lied wieder als Sänger zu hören. Danach folgten fünf Auftritte mit Decapitated in Polen und Großbritannien. Danach entwickelte die Band neue Stücke für ein weiteres Album. Die Band betrat im Jahr 2001 ein lokales Tonstudio namens Framework in Birmingham. Produziert wurde das Album von Russ Russell. Hate Breeds Suffering wurde Anfang 2002 veröffentlicht und im Terrorizer zum „Album des Monats“ gewählt. Im Juli 2002 folgte eine Tour durch Japan und Lock Up spielten auf dem Extreme-the-Dojo-Festival zusammen mit Will Haven und Converge. Ein Live-Album dieser Auftritte wurde im Jahr 2005 über Toy’s Factory Records und 2007 über Emburys Label FETO Records veröffentlicht.
Im August 2006 verstarb Pintado infolge seines Alkoholkonsums an Leberversagen. Da er ein enger Freund der Bandmitglieder war, wurde das Projekt zunächst nicht weitergeführt. Im Jahr 2009 sollte die Band auf dem Damnation Festival in Großbritannien spielen. Anton Reisenegger, ein guter Freund von Embury, wurde neuer Gitarrist der Band. Im Anschluss an das Damnation Festival schrieb die Band neue Stücke und spielte einige Demoaufnahmen ein. Im Oktober 2010 nahmen sie das Album Necropolis Transparent in den HVR Studios in Ipswich unter der Leitung von Dan Biggin (Bassist bei Criminal) auf. Im Januar 2011 mischte Sneap das Album in den Backstage Studios nahe Derby, Großbritannien, ab. Am 1. Juli 2011 wurde Necropolis Transparent über Nuclear Blast veröffentlicht. Im November 2014 verließ Sänger Tomas Lindberg die Band und wurde durch Kevin Sharp (Brutal Truth) ersetzt.

## Stil
Lock Up spielen eine Mischung aus Death Metal und Grindcore. Charakteristisch für die Musik der Band ist die einfache Struktur der Lieder, der gutturale Gesang sowie die Aggressivität der Lieder bewirkt durch schnell gespielte Blast-Beats und den bereits erwähnten gutturalen Gesang.

## Diskografie
Studioalben:
- 1999: Pleasure Pave Sewers (Nuclear Blast)
- 2002: Hate Breeds Suffering (Nuclear Blast)
- 2011: Necropolis Transparent (Nuclear Blast)
- 2017: Demonization (Listenable Records)
- 2021: The Dregs of Hades (Listenable Records)

Weitere Veröffentlichungen:
- 2005: Play Fast or Die – Live in Japan (Live-Album, Toy’s Factory Records, 2007 Wiederveröffentlichung bei FETO Records)
- 2007: Violent Reprisal (Kompilation, FETO Records)
- 2011: Siberian / Life of Devastation (Split mit Misery Index, Nuclear Blast)